# 杨瑞华
杨瑞华（1937年—），男，中国乒乓球运动员，曾获得全国乒乓球锦标赛男子单打冠军、1956年世界乒乓球锦标赛和1959年世界乒乓球锦标赛男子团体季军。